# Bahnstrecke Bordeaux–Sète
| TGV Duplex auf der Fahrt in Richtung Béziers |                      |                                                                                    |                                                                                    |
| Verlauf der Bahnstrecke Bordeaux–Sète |                      |                                                                                    |                                                                                    |
| Streckennummer (SNCF): | 640 000              |                                                                                    |                                                                                    |
| Streckenlänge: | 474 km               |                                                                                    |                                                                                    |
| Spurweite: | 1435 mm (Normalspur) |                                                                                    |                                                                                    |
| Stromsystem: | 1,5 kV =             |                                                                                    |                                                                                    |
| Streckengeschwindigkeit: | 160 km/h             |                                                                                    |                                                                                    |
| Zweigleisigkeit: | ja                   |                                                                                    |                                                                                    |
| |                      |                                                                                    |                                                                                    |
| \| \| \| Bahnstrecke Paris–Bordeaux von Paris \| \| \| \| \| Garonne (511 m) \| \| \| \| 0,0 \| Bordeaux-Saint-Jean \| 7 m \| \| \| \| Bahnstrecke Bordeaux–Irun nach Irun \| \| \| \| 3,0 \| Bègles \| 8 m \| \| \| ~3,2 \| Linie C (seit 2015) \| Linie C (seit 2015) \| \| \| 6,5 \| Villenave-d’Ornon \| 10 m \| \| \| 8,5 \| Cadaujac \| 11 m \| \| \| 13,4 \| Saint-Médard-d’Eyrans \| 12 m \| \| \| \| LGV Bordeaux–Toulouse (geplant) \| \| \| \| 13,4 \| Bahnstrecke Hostens–Beautiran von Hostens (SE) \| Bahnstrecke Hostens–Beautiran von Hostens (SE) \| \| \| \| Werks- und Hafenbahnanschluss \| \| \| \| 18,1 \| Beautiran \| 11 m \| \| \| 18,5 \| Gat-Mort (14 m) \| Gat-Mort (14 m) \| \| \| 20,8 \| Portets \| 14 m \| \| \| 23,4 \| Arbanats \| 18 m \| \| \| 27,5 \| Podensac \| 15 m \| \| \| 29,9 \| Cérons \| 14 m \| \| \| 33,4 \| Barsac \| 14 m \| \| \| 34,5 \| Ciron (30 m) \| Ciron (30 m) \| \| \| 36,6 \| Preignac \| 15 m \| \| \| \| Bahnstrecke Langon–Gabarret von Gabarret \| \| \| \| 41,6 \| Langon \| 22 m \| \| \| 42,2 \| Viaduc de Langon (Garonne; 207 m) \| Viaduc de Langon (Garonne; 207 m) \| \| \| 44,4 \| Saint-Macaire \| 22 m \| \| \| 47,6 \| Saint-Pierre-d’Aurillac \| 29 m \| \| \| 51,0 \| Caudrot \| 21 m \| \| \| 55,2 \| Dropt (30 m) \| Dropt (30 m) \| \| \| 55,4 \| Gironde \| 20 m \| \| \| 56,7 \| Tunnel de la Réole n°1 (139 m) \| Tunnel de la Réole n°1 (139 m) \| \| \| 59,9 \| Tunnel de la Réole n°2 (299 m) \| Tunnel de la Réole n°2 (299 m) \| \| \| 60,5 \| La Réole \| 25 m \| \| \| 66,8 \| Lamothe-Landerron \| 21 m \| \| \| 72,0 \| Sainte-Bazeille \| 29 m \| \| \| \| Bahnstrecke Marmande–Mont-de-Marsan von Mont-de-Marsan \| \| \| \| 78,8 \| Marmande \| 31 m \| \| \| \| Bahnstrecke Marmande–Magnac-Touvre nach Magnac-Touvre \| \| \| \| 88,1 \| Gontaud-Fauguerolles \| 33 m \| \| \| \| VFDM Sos–Monflanquin \| \| \| \| 95,9 \| Tonneins \| 39 m \| \| \| \| Bahnstrecke Tonneins–Penne nach Penne \| \| \| \| 103,4 \| Nicole \| 34 m \| \| \| 106,6 \| Lot (165 m) \| Lot (165 m) \| \| \| 107,5 \| Aiguillon \| 35 m \| \| \| \| Bahnstrecke Port-Sainte-Marie–Riscle von Riscle \| \| \| \| 115,6 \| Port-Sainte-Marie \| 41 m \| \| \| 121,3 \| Fourtic \| 44 m \| \| \| 126,5 \| Saint-Hilaire (Lot-et-Garonne) \| 45 m \| \| \| 129,9 \| Colayrac \| 46 m \| \| \| 134,6 \| Tunnel d’Agen (Canal de Garonne; 60 m) \| Tunnel d’Agen (Canal de Garonne; 60 m) \| \| \| 135,5 \| Agen \| 48 m \| \| \| 136,3 \| Bahnstrecke Niversac–Agen nach Niversac \| Bahnstrecke Niversac–Agen nach Niversac \| \| \| 140,7 \| Bon-Encontre \| 51 m \| \| \| \| Bahnstrecke Bon-Encontre–Vic-en-Bigorre n. Vic-en-Bigorre \| \| \| \| 143,1 \| Séoune (8 m) \| Séoune (8 m) \| \| \| 144,1 \| Lafox \| 52 m \| \| \| 149,3 \| Saint-Nicolas–Saint-Romain \| 56 m \| \| \| 151,2 \| Grenze Département Lot-et-Garonne/Tarn-et-Garonne \| Grenze Département Lot-et-Garonne/Tarn-et-Garonne \| \| \| 155,4 \| Lamagistère \| 59 m \| \| \| \| Kernkraftwerk Golfech \| \| \| \| 157,2 \| Anschluss Kernkraftwerk Golfech \| Anschluss Kernkraftwerk Golfech \| \| \| 158,0 \| Golfech \| 62 m \| \| \| 159,5 \| Canal latéral à la Garonne (16 m) \| Canal latéral à la Garonne (16 m) \| \| \| 161,2 \| Valence-d'Agen \| 69 m \| \| \| \| Tramways de Tarn-et-Garonne (TTG, 1919–1933) n. Montaigu-de-Qu. \| \| \| \| 164,7 \| Pommevic \| 71 m \| \| \| 168,4 \| Malause \| 67 m \| \| \| \| Bahnstrecke Cahors–Moissac von Cahors \| \| \| \| 177,6 \| Moissac \| 76 m \| \| \| 178,1 \| Tunnel du Calvaires (80 m) \| Tunnel du Calvaires (80 m) \| \| \| 178,3 \| Tunnel de Brienne (55 m) \| Tunnel de Brienne (55 m) \| \| \| 181,3 \| Viaduc de Cacor (Tarn; 312 m) \| Viaduc de Cacor (Tarn; 312 m) \| \| \| 187,2 \| Castelsarrasin \| 85 m \| \| \| \| Tramways de Tarn-et-Garonne (TTG, 1927–1933) n. Lavit ü. St-Nicolas \| \| \| \| \| Bahnstrecke Castelsarrasin–Beaumont-de-Lomagne n. B-d-L. \| \| \| \| 195,3 \| Lavilledieu \| 95 m \| \| \| 205,3 \| Bahnstrecke Lexos–Montauban von Lexos \| Bahnstrecke Lexos–Montauban von Lexos \| \| \| 205,6 \| Bahnstrecke Aubrais-Orléans–Montauban-V.-B. v. Orléans \| Bahnstrecke Aubrais-Orléans–Montauban-V.-B. v. Orléans \| \| \| \| TTG von Molières \| \| \| \| 205,9 \| Montauban-Ville-Bourbon \| 87 m \| \| \| \| Montauban Marchandise \| \| \| \| \| TTG nach Monclar \| \| \| \| \| TTG nach Verdun \| \| \| \| 206,6 \| Bahnstrecke Montauban-Ville-Bourbon–La Crémade n. La Crémade \| Bahnstrecke Montauban-Ville-Bourbon–La Crémade n. La Crémade \| \| \| \| Gare nouvelle LGV Bordeaux–Toulouse \| \| \| \| 217,9 \| Montbartier \| 113 m \| \| \| 224,7 \| Dieupentale \| 111 m \| \| \| 229,5 \| Grisolles \| 110 m \| \| \| \| LGV Bordeaux–Toulouse \| \| \| \| 234,9 \| Castelnau-d’Estrétefonds \| 111 m \| \| \| 237,5 \| Hers (29 m) \| Hers (29 m) \| \| \| \| LGV Bordeaux–Toulouse \| \| \| \| 240,8 \| Saint-Jory \| 119 m \| \| \| 247,2 \| Fenouillet-Saint-Alban \| 125 m \| \| \| 249,7 \| Lacourtensourt \| 128 m \| \| \| 252,0 \| Lalande-Église \| 133 m \| \| \| 253,5 \| Route-de-Launaguet \| 140 m \| \| \| 255,8 \| Bahnstrecke Brive-la-Gaillarde–Toulouse v. Brive-la-G. \| Bahnstrecke Brive-la-Gaillarde–Toulouse v. Brive-la-G. \| \| \| 256,4 \| Toulouse-Matabiau \| 146 m \| \| \| 257,5 \| Tunnels jumeaux de Guilhemery (104 m) \| Tunnels jumeaux de Guilhemery (104 m) \| \| \| \| Bahnstrecke Toulouse–Bayonne nach Bayonne \| \| \| \| 261,3 \| Montaudran \| 148 m \| \| \| 262,7 \| Hers (21 m) \| Hers (21 m) \| \| \| 265,2 \| Labège-Innopole \| 150 m \| \| \| 267,7 \| Labège-Village \| 156 m \| \| \| 269,5 \| Escalquens \| 157 m \| \| \| 275,2 \| Montlaur \| 158 m \| \| \| 279,4 \| Baziège \| 166 m \| \| \| 283,3 \| Villenouvelle \| 168 m \| \| \| 289,3 \| Villefranche-de-Lauragais \| 175 m \| \| \| 296,5 \| Avignonet \| 187 m \| \| \| 298,2 \| Canal du Midi (21 m) \| Canal du Midi (21 m) \| \| \| 299,3 \| Scheitelpunkt \| 193 m \| \| \| 301,0 \| Ségala \| 193 m \| \| \| 306,0 \| Mas-Saintes-Puelles \| 177 m \| \| \| \| Tramway de la Piege (Tramways de l’Aude, TA, 1903–1933) von Belpech \| \| \| \| 311,2 \| Castelnaudary \| 165 m \| \| \| 311,4 \| Bahnstrecke Castelnaudary–Rodez nach Rodez \| Bahnstrecke Castelnaudary–Rodez nach Rodez \| \| \| 319,5 \| Pexiora \| 141 m \| \| \| 327,1 \| Bram \| 133 m \| \| \| 327,5 \| Bahnstrecke Bram–Belvèze nach Belvèze \| Bahnstrecke Bram–Belvèze nach Belvèze \| \| \| 330,4 \| Canal du Midi (32 m) \| Canal du Midi (32 m) \| \| \| 332,4 \| Alzonne \| 119 m \| \| \| 339,2 \| Pezens \| 117 m \| \| \| 347,8 \| Bahnstrecke Carcassonne–Rivesaltes von Rivesaltes \| Bahnstrecke Carcassonne–Rivesaltes von Rivesaltes \| \| \| 347,3 \| Carcassonne \| 111 m \| \| \| 347,4 \| Canal du Midi (20 m) \| Canal du Midi (20 m) \| \| \| 348,1 \| Viaduc sur l’Aude (252 m) \| Viaduc sur l’Aude (252 m) \| \| \| 352,0 \| Tunnel de Berriac (419 m) \| Tunnel de Berriac (419 m) \| \| \| 354,3 \| Trèbes \| Trèbes \| \| \| 359,8 \| Floure-Barbaira \| 79 m \| \| \| 364,8 \| Capendu \| 83 m \| \| \| 367,8 \| Douzens \| 83 m \| \| \| 372,5 \| Moux \| 82 m \| \| \| 383,5 \| Lézignan-Corbières \| 48 m \| \| \| 391,4 \| Orbieu \| Orbieu \| \| \| 391,9 \| Villedaigne \| 27 m \| \| \| 394,8 \| Névian \| 27 m \| \| \| \| \| \| \| \| 396,3 \| Abzw. zur Neubaustrecke Montpellier–Perpignan nach Montpellier/Perpignan (geplant) \| Abzw. zur Neubaustrecke Montpellier–Perpignan nach Montpellier/Perpignan (geplant) \| \| \| \| \| \| \| \| 396,7 \| Marcorignan \| 31 m \| \| \| 401,x \| Narbonne-Ouest (geplant) Neubaustrecke Montpellier–Perpignan \| Narbonne-Ouest (geplant) Neubaustrecke Montpellier–Perpignan \| \| \| \| Bahnstrecke Narbonne–Portbou nach Portbou \| \| \| \| 405,0 \| Bahnstrecke Narbonne–Bize von Bize \| Bahnstrecke Narbonne–Bize von Bize \| \| \| 405,3 \| Canal de la Robine (160 m) \| Canal de la Robine (160 m) \| \| \| 406,1 \| Narbonne \| 11 m \| \| \| 412,1 \| Coursan \| 10 m \| \| \| 421,0 \| Neubaustrecke Montpellier–Perpignan (geplant) \| Neubaustrecke Montpellier–Perpignan (geplant) \| \| \| 421,2 \| Nissan \| 19 m \| \| \| \| Bahnstrecke Capestang–Cruzy \| \| \| \| 424,7 \| Colombiers \| 25 m \| \| \| \| Bahnstrecke Colombiers–Maureilhan nach Cazouls (RDT13) \| \| \| \| 431,6 \| Béziers \| 16 m \| \| \| \| Bahnstrecke Béziers–Neussargues nach Neussargues \| \| \| \| 435,4 \| Neubaustrecke Montpellier–Perpignan (geplant) \| Neubaustrecke Montpellier–Perpignan (geplant) \| \| \| 437,2 \| Abzw. Cers; Neubaustrecke Montpellier–Perpignan nach Montpellier \| Abzw. Cers; Neubaustrecke Montpellier–Perpignan nach Montpellier \| \| \| 437,8 \| Villeneuve-lès-Béziers \| 14 m \| \| \| 448,8 \| Vias \| Vias \| \| \| \| Bahnstrecke Vias–Lodève nach Florensac \| \| \| \| 452,2 \| Agde \| Agde \| \| \| 458,3 \| Marseillan-Plage \| Marseillan-Plage \| \| \| 474,4106,0 \| Ehemalige Schnittstelle Midi/P.L.M. \| Ehemalige Schnittstelle Midi/P.L.M. \| \| \| 104,8 \| Canal Royal (Klappbrücke) \| Canal Royal (Klappbrücke) \| \| \| 104,5 \| Sète \| Sète \| \| \| \| Bahnstrecke Tarascon–Sète-Ville von Tarascon \| \| |                      |                                                                                    |                                                                                    |
| Strecke |                      | Bahnstrecke Paris–Bordeaux von Paris                                               | Bahnstrecke Paris–Bordeaux von Paris                                               |
| Brücke über Wasserlauf |                      | Garonne (511 m)                                                                    | Garonne (511 m)                                                                    |
| Bahnhof | 0,0                  | Bordeaux-Saint-Jean                                                                | 7 m                                                                                |
| Abzweig geradeaus, nach rechts und von rechts |                      | Bahnstrecke Bordeaux–Irun nach Irun                                                | Bahnstrecke Bordeaux–Irun nach Irun                                                |
| Bahnhof | 3,0                  | Bègles                                                                             | 8 m                                                                                |
| Kreuzung mit U-Bahn geradeaus unten | ~3,2                 | Linie C (seit 2015)                                                                | Linie C (seit 2015)                                                                |
| Bahnhof | 6,5                  | Villenave-d’Ornon                                                                  | 10 m                                                                               |
| Bahnhof | 8,5                  | Cadaujac                                                                           | 11 m                                                                               |
| Bahnhof | 13,4                 | Saint-Médard-d’Eyrans                                                              | 12 m                                                                               |
| Abzweig geradeaus und ehemals nach rechts |                      | LGV Bordeaux–Toulouse (geplant)                                                    | LGV Bordeaux–Toulouse (geplant)                                                    |
| Strecke quer · Kreuzung geradeaus oben · Strecke nach halblinks und von rechts | 13,4                 | Bahnstrecke Hostens–Beautiran von Hostens (SE)                                     | Bahnstrecke Hostens–Beautiran von Hostens (SE)                                     |
| Strecke · Abzweig geradeaus und von links (Strecke außer Betrieb) |                      | Werks- und Hafenbahnanschluss                                                      | Werks- und Hafenbahnanschluss                                                      |
| Bahnhof · Kopfbahnhof Streckenende | 18,1                 | Beautiran                                                                          | 11 m                                                                               |
| Brücke über Wasserlauf | 18,5                 | Gat-Mort (14 m)                                                                    | Gat-Mort (14 m)                                                                    |
| Bahnhof | 20,8                 | Portets                                                                            | 14 m                                                                               |
| Bahnhof | 23,4                 | Arbanats                                                                           | 18 m                                                                               |
| Bahnhof | 27,5                 | Podensac                                                                           | 15 m                                                                               |
| Bahnhof | 29,9                 | Cérons                                                                             | 14 m                                                                               |
| Bahnhof | 33,4                 | Barsac                                                                             | 14 m                                                                               |
| Brücke über Wasserlauf | 34,5                 | Ciron (30 m)                                                                       | Ciron (30 m)                                                                       |
| Bahnhof | 36,6                 | Preignac                                                                           | 15 m                                                                               |
| Abzweig geradeaus und ehemals von rechts |                      | Bahnstrecke Langon–Gabarret von Gabarret                                           | Bahnstrecke Langon–Gabarret von Gabarret                                           |
| Bahnhof | 41,6                 | Langon                                                                             | 22 m                                                                               |
| Brücke über Wasserlauf | 42,2                 | Viaduc de Langon (Garonne; 207 m)                                                  | Viaduc de Langon (Garonne; 207 m)                                                  |
| Haltepunkt / Haltestelle | 44,4                 | Saint-Macaire                                                                      | 22 m                                                                               |
| Haltepunkt / Haltestelle | 47,6                 | Saint-Pierre-d’Aurillac                                                            | 29 m                                                                               |
| Haltepunkt / Haltestelle | 51,0                 | Caudrot                                                                            | 21 m                                                                               |
| Brücke über Wasserlauf | 55,2                 | Dropt (30 m)                                                                       | Dropt (30 m)                                                                       |
| Haltepunkt / Haltestelle | 55,4                 | Gironde                                                                            | 20 m                                                                               |
| Tunnel | 56,7                 | Tunnel de la Réole n°1 (139 m)                                                     | Tunnel de la Réole n°1 (139 m)                                                     |
| Tunnel | 59,9                 | Tunnel de la Réole n°2 (299 m)                                                     | Tunnel de la Réole n°2 (299 m)                                                     |
| Haltepunkt / Haltestelle | 60,5                 | La Réole                                                                           | 25 m                                                                               |
| Haltepunkt / Haltestelle | 66,8                 | Lamothe-Landerron                                                                  | 21 m                                                                               |
| Haltepunkt / Haltestelle | 72,0                 | Sainte-Bazeille                                                                    | 29 m                                                                               |
| Abzweig geradeaus und von rechts |                      | Bahnstrecke Marmande–Mont-de-Marsan von Mont-de-Marsan                             | Bahnstrecke Marmande–Mont-de-Marsan von Mont-de-Marsan                             |
| Bahnhof | 78,8                 | Marmande                                                                           | 31 m                                                                               |
| Abzweig geradeaus und ehemals nach links |                      | Bahnstrecke Marmande–Magnac-Touvre nach Magnac-Touvre                              | Bahnstrecke Marmande–Magnac-Touvre nach Magnac-Touvre                              |
| ehemaliger Haltepunkt / Haltestelle | 88,1                 | Gontaud-Fauguerolles                                                               | 33 m                                                                               |
| U-Bahn-Abzweig von links und von rechts (Strecke außer Betrieb) · Kreuzung geradeaus oben · U-Bahn-Strecke quer |                      | VFDM Sos–Monflanquin                                                               | VFDM Sos–Monflanquin                                                               |
| U-Bahn-Kopfbahnhof Streckenende · Bahnhof | 95,9                 | Tonneins                                                                           | 39 m                                                                               |
| Abzweig geradeaus und ehemals nach links |                      | Bahnstrecke Tonneins–Penne nach Penne                                              | Bahnstrecke Tonneins–Penne nach Penne                                              |
| ehemaliger Haltepunkt / Haltestelle | 103,4                | Nicole                                                                             | 34 m                                                                               |
| Brücke über Wasserlauf | 106,6                | Lot (165 m)                                                                        | Lot (165 m)                                                                        |
| Bahnhof | 107,5                | Aiguillon                                                                          | 35 m                                                                               |
| Abzweig geradeaus und von rechts |                      | Bahnstrecke Port-Sainte-Marie–Riscle von Riscle                                    | Bahnstrecke Port-Sainte-Marie–Riscle von Riscle                                    |
| Bahnhof | 115,6                | Port-Sainte-Marie                                                                  | 41 m                                                                               |
| ehemaliger Haltepunkt / Haltestelle | 121,3                | Fourtic                                                                            | 44 m                                                                               |
| ehemaliger Haltepunkt / Haltestelle | 126,5                | Saint-Hilaire (Lot-et-Garonne)                                                     | 45 m                                                                               |
| Dienststation / Betriebs- oder Güterbahnhof | 129,9                | Colayrac                                                                           | 46 m                                                                               |
| Tunnel bzw. Unterführung unter Wasserlauf | 134,6                | Tunnel d’Agen (Canal de Garonne; 60 m)                                             | Tunnel d’Agen (Canal de Garonne; 60 m)                                             |
| Bahnhof | 135,5                | Agen                                                                               | 48 m                                                                               |
| Abzweig geradeaus und nach links | 136,3                | Bahnstrecke Niversac–Agen nach Niversac                                            | Bahnstrecke Niversac–Agen nach Niversac                                            |
| Bahnhof | 140,7                | Bon-Encontre                                                                       | 51 m                                                                               |
| Abzweig geradeaus und nach rechts |                      | Bahnstrecke Bon-Encontre–Vic-en-Bigorre n. Vic-en-Bigorre                          | Bahnstrecke Bon-Encontre–Vic-en-Bigorre n. Vic-en-Bigorre                          |
| Brücke über Wasserlauf | 143,1                | Séoune (8 m)                                                                       | Séoune (8 m)                                                                       |
| ehemaliger Haltepunkt / Haltestelle | 144,1                | Lafox                                                                              | 52 m                                                                               |
| ehemaliger Haltepunkt / Haltestelle | 149,3                | Saint-Nicolas–Saint-Romain                                                         | 56 m                                                                               |
| Grenze | 151,2                | Grenze Département Lot-et-Garonne/Tarn-et-Garonne                                  | Grenze Département Lot-et-Garonne/Tarn-et-Garonne                                  |
| Bahnhof | 155,4                | Lamagistère                                                                        | 59 m                                                                               |
| Abzweig geradeaus und nach rechts |                      | Kernkraftwerk Golfech                                                              | Kernkraftwerk Golfech                                                              |
| Blockstelle | 157,2                | Anschluss Kernkraftwerk Golfech                                                    | Anschluss Kernkraftwerk Golfech                                                    |
| Bahnhof | 158,0                | Golfech                                                                            | 62 m                                                                               |
| Brücke über Wasserlauf | 159,5                | Canal latéral à la Garonne (16 m)                                                  | Canal latéral à la Garonne (16 m)                                                  |
| U-Bahn-Kopfbahnhof Streckenanfang · Bahnhof | 161,2                | Valence-d'Agen                                                                     | 69 m                                                                               |
| U-Bahn-Strecke nach links und von halbrechts · Kreuzung geradeaus oben · U-Bahn-Strecke quer |                      | Tramways de Tarn-et-Garonne (TTG, 1919–1933) n. Montaigu-de-Qu.                    | Tramways de Tarn-et-Garonne (TTG, 1919–1933) n. Montaigu-de-Qu.                    |
| Haltepunkt / Haltestelle | 164,7                | Pommevic                                                                           | 71 m                                                                               |
| Haltepunkt / Haltestelle | 168,4                | Malause                                                                            | 67 m                                                                               |
| Abzweig geradeaus und ehemals von links |                      | Bahnstrecke Cahors–Moissac von Cahors                                              | Bahnstrecke Cahors–Moissac von Cahors                                              |
| Bahnhof | 177,6                | Moissac                                                                            | 76 m                                                                               |
| Tunnel | 178,1                | Tunnel du Calvaires (80 m)                                                         | Tunnel du Calvaires (80 m)                                                         |
| Tunnel | 178,3                | Tunnel de Brienne (55 m)                                                           | Tunnel de Brienne (55 m)                                                           |
| Brücke über Wasserlauf | 181,3                | Viaduc de Cacor (Tarn; 312 m)                                                      | Viaduc de Cacor (Tarn; 312 m)                                                      |
| U-Bahn-Kopfbahnhof Streckenanfang · Bahnhof | 187,2                | Castelsarrasin                                                                     | 85 m                                                                               |
| U-Bahn-Strecke nach rechts (außer Betrieb) · Strecke |                      | Tramways de Tarn-et-Garonne (TTG, 1927–1933) n. Lavit ü. St-Nicolas                | Tramways de Tarn-et-Garonne (TTG, 1927–1933) n. Lavit ü. St-Nicolas                |
| Abzweig geradeaus und nach rechts |                      | Bahnstrecke Castelsarrasin–Beaumont-de-Lomagne n. B-d-L.                           | Bahnstrecke Castelsarrasin–Beaumont-de-Lomagne n. B-d-L.                           |
| Haltepunkt / Haltestelle | 195,3                | Lavilledieu                                                                        | 95 m                                                                               |
| Abzweig geradeaus und ehemals von links | 205,3                | Bahnstrecke Lexos–Montauban von Lexos                                              | Bahnstrecke Lexos–Montauban von Lexos                                              |
| Abzweig geradeaus und von links | 205,6                | Bahnstrecke Aubrais-Orléans–Montauban-V.-B. v. Orléans                             | Bahnstrecke Aubrais-Orléans–Montauban-V.-B. v. Orléans                             |
| Strecke |                      | TTG von Molières                                                                   | TTG von Molières                                                                   |
| U-Bahn-Bahnhof (Strecke außer Betrieb) · Bahnhof · U-Bahn-Strecke | 205,9                | Montauban-Ville-Bourbon                                                            | 87 m                                                                               |
| U-Bahn-Strecke (außer Betrieb) · Dienststation / Betriebs- oder Güterbahnhof · U-Bahn-Betriebs-/Güterbahnhof Streckenende |                      | Montauban Marchandise                                                              | Montauban Marchandise                                                              |
| U-Bahn-Strecke (außer Betrieb) · Strecke · U-Bahn-Strecke nach links |                      | TTG nach Monclar                                                                   | TTG nach Monclar                                                                   |
| U-Bahn-Strecke nach rechts (außer Betrieb) · Strecke |                      | TTG nach Verdun                                                                    | TTG nach Verdun                                                                    |
| Abzweig geradeaus und ehemals nach links | 206,6                | Bahnstrecke Montauban-Ville-Bourbon–La Crémade n. La Crémade                       | Bahnstrecke Montauban-Ville-Bourbon–La Crémade n. La Crémade                       |
| ehemaliger Turmbahnhof geradeaus unten (Querstrecke außer Betrieb) |                      | Gare nouvelle LGV Bordeaux–Toulouse                                                | Gare nouvelle LGV Bordeaux–Toulouse                                                |
| Haltepunkt / Haltestelle | 217,9                | Montbartier                                                                        | 113 m                                                                              |
| Haltepunkt / Haltestelle | 224,7                | Dieupentale                                                                        | 111 m                                                                              |
| Haltepunkt / Haltestelle | 229,5                | Grisolles                                                                          | 110 m                                                                              |
| Kreuzung geradeaus unten (Querstrecke außer Betrieb) |                      | LGV Bordeaux–Toulouse                                                              | LGV Bordeaux–Toulouse                                                              |
| Haltepunkt / Haltestelle | 234,9                | Castelnau-d’Estrétefonds                                                           | 111 m                                                                              |
| Brücke über Wasserlauf | 237,5                | Hers (29 m)                                                                        | Hers (29 m)                                                                        |
| Abzweig geradeaus und ehemals von rechts |                      | LGV Bordeaux–Toulouse                                                              | LGV Bordeaux–Toulouse                                                              |
| Haltepunkt / Haltestelle | 240,8                | Saint-Jory                                                                         | 119 m                                                                              |
| Haltepunkt / Haltestelle | 247,2                | Fenouillet-Saint-Alban                                                             | 125 m                                                                              |
| Bahnhof | 249,7                | Lacourtensourt                                                                     | 128 m                                                                              |
| Haltepunkt / Haltestelle | 252,0                | Lalande-Église                                                                     | 133 m                                                                              |
| Haltepunkt / Haltestelle | 253,5                | Route-de-Launaguet                                                                 | 140 m                                                                              |
| Abzweig geradeaus, nach links und von links | 255,8                | Bahnstrecke Brive-la-Gaillarde–Toulouse v. Brive-la-G.                             | Bahnstrecke Brive-la-Gaillarde–Toulouse v. Brive-la-G.                             |
| Bahnhof | 256,4                | Toulouse-Matabiau                                                                  | 146 m                                                                              |
| Tunnel | 257,5                | Tunnels jumeaux de Guilhemery (104 m)                                              | Tunnels jumeaux de Guilhemery (104 m)                                              |
| Abzweig geradeaus und nach rechts |                      | Bahnstrecke Toulouse–Bayonne nach Bayonne                                          | Bahnstrecke Toulouse–Bayonne nach Bayonne                                          |
| Haltepunkt / Haltestelle | 261,3                | Montaudran                                                                         | 148 m                                                                              |
| Brücke über Wasserlauf | 262,7                | Hers (21 m)                                                                        | Hers (21 m)                                                                        |
| Haltepunkt / Haltestelle | 265,2                | Labège-Innopole                                                                    | 150 m                                                                              |
| Haltepunkt / Haltestelle | 267,7                | Labège-Village                                                                     | 156 m                                                                              |
| Haltepunkt / Haltestelle | 269,5                | Escalquens                                                                         | 157 m                                                                              |
| Haltepunkt / Haltestelle | 275,2                | Montlaur                                                                           | 158 m                                                                              |
| Haltepunkt / Haltestelle | 279,4                | Baziège                                                                            | 166 m                                                                              |
| Haltepunkt / Haltestelle | 283,3                | Villenouvelle                                                                      | 168 m                                                                              |
| Haltepunkt / Haltestelle | 289,3                | Villefranche-de-Lauragais                                                          | 175 m                                                                              |
| Haltepunkt / Haltestelle | 296,5                | Avignonet                                                                          | 187 m                                                                              |
| Brücke über Wasserlauf | 298,2                | Canal du Midi (21 m)                                                               | Canal du Midi (21 m)                                                               |
| | 299,3                | Scheitelpunkt                                                                      | 193 m                                                                              |
| ehemaliger Haltepunkt / Haltestelle | 301,0                | Ségala                                                                             | 193 m                                                                              |
| ehemaliger Haltepunkt / Haltestelle | 306,0                | Mas-Saintes-Puelles                                                                | 177 m                                                                              |
| U-Bahn-Strecke quer · Kreuzung geradeaus unten · U-Bahn-Strecke nach halblinks und von rechts |                      | Tramway de la Piege (Tramways de l’Aude, TA, 1903–1933) von Belpech                | Tramway de la Piege (Tramways de l’Aude, TA, 1903–1933) von Belpech                |
| Bahnhof · U-Bahn-Kopfbahnhof Streckenende | 311,2                | Castelnaudary                                                                      | 165 m                                                                              |
| Abzweig geradeaus und nach links | 311,4                | Bahnstrecke Castelnaudary–Rodez nach Rodez                                         | Bahnstrecke Castelnaudary–Rodez nach Rodez                                         |
| ehemaliger Haltepunkt / Haltestelle | 319,5                | Pexiora                                                                            | 141 m                                                                              |
| Bahnhof | 327,1                | Bram                                                                               | 133 m                                                                              |
| Abzweig geradeaus und ehemals nach rechts | 327,5                | Bahnstrecke Bram–Belvèze nach Belvèze                                              | Bahnstrecke Bram–Belvèze nach Belvèze                                              |
| Brücke über Wasserlauf | 330,4                | Canal du Midi (32 m)                                                               | Canal du Midi (32 m)                                                               |
| ehemaliger Haltepunkt / Haltestelle | 332,4                | Alzonne                                                                            | 119 m                                                                              |
| ehemaliger Haltepunkt / Haltestelle | 339,2                | Pezens                                                                             | 117 m                                                                              |
| Abzweig geradeaus und von rechts | 347,8                | Bahnstrecke Carcassonne–Rivesaltes von Rivesaltes                                  | Bahnstrecke Carcassonne–Rivesaltes von Rivesaltes                                  |
| Bahnhof | 347,3                | Carcassonne                                                                        | 111 m                                                                              |
| Brücke über Wasserlauf | 347,4                | Canal du Midi (20 m)                                                               | Canal du Midi (20 m)                                                               |
| Brücke über Wasserlauf | 348,1                | Viaduc sur l’Aude (252 m)                                                          | Viaduc sur l’Aude (252 m)                                                          |
| Tunnel | 352,0                | Tunnel de Berriac (419 m)                                                          | Tunnel de Berriac (419 m)                                                          |
| Dienststation / Betriebs- oder Güterbahnhof | 354,3                | Trèbes                                                                             | Trèbes                                                                             |
| ehemaliger Haltepunkt / Haltestelle | 359,8                | Floure-Barbaira                                                                    | 79 m                                                                               |
| ehemaliger Haltepunkt / Haltestelle | 364,8                | Capendu                                                                            | 83 m                                                                               |
| ehemaliger Haltepunkt / Haltestelle | 367,8                | Douzens                                                                            | 83 m                                                                               |
| Bahnhof | 372,5                | Moux                                                                               | 82 m                                                                               |
| Bahnhof | 383,5                | Lézignan-Corbières                                                                 | 48 m                                                                               |
| Brücke über Wasserlauf | 391,4                | Orbieu                                                                             | Orbieu                                                                             |
| ehemaliger Bahnhof | 391,9                | Villedaigne                                                                        | 27 m                                                                               |
| ehemaliger Bahnhof | 394,8                | Névian                                                                             | 27 m                                                                               |
| |                      |                                                                                    |                                                                                    |
| Abzweig geradeaus und ehemals nach links | 396,3                | Abzw. zur Neubaustrecke Montpellier–Perpignan nach Montpellier/Perpignan (geplant) | Abzw. zur Neubaustrecke Montpellier–Perpignan nach Montpellier/Perpignan (geplant) |
| |                      |                                                                                    |                                                                                    |
| Bahnhof | 396,7                | Marcorignan                                                                        | 31 m                                                                               |
| ehemaliger Turmbahnhof geradeaus unten (Querstrecke außer Betrieb) | 401,x                | Narbonne-Ouest (geplant) Neubaustrecke Montpellier–Perpignan                       | Narbonne-Ouest (geplant) Neubaustrecke Montpellier–Perpignan                       |
| Abzweig geradeaus, nach rechts und von rechts |                      | Bahnstrecke Narbonne–Portbou nach Portbou                                          | Bahnstrecke Narbonne–Portbou nach Portbou                                          |
| Abzweig geradeaus und von links | 405,0                | Bahnstrecke Narbonne–Bize von Bize                                                 | Bahnstrecke Narbonne–Bize von Bize                                                 |
| Brücke über Wasserlauf | 405,3                | Canal de la Robine (160 m)                                                         | Canal de la Robine (160 m)                                                         |
| Bahnhof | 406,1                | Narbonne                                                                           | 11 m                                                                               |
| Haltepunkt / Haltestelle | 412,1                | Coursan                                                                            | 10 m                                                                               |
| Kreuzung geradeaus unten (Querstrecke außer Betrieb) | 421,0                | Neubaustrecke Montpellier–Perpignan (geplant)                                      | Neubaustrecke Montpellier–Perpignan (geplant)                                      |
| ehemaliger Haltepunkt / Haltestelle | 421,2                | Nissan                                                                             | 19 m                                                                               |
| Abzweig geradeaus und ehemals von links |                      | Bahnstrecke Capestang–Cruzy                                                        | Bahnstrecke Capestang–Cruzy                                                        |
| Dienststation / Betriebs- oder Güterbahnhof | 424,7                | Colombiers                                                                         | 25 m                                                                               |
| Abzweig geradeaus und nach links |                      | Bahnstrecke Colombiers–Maureilhan nach Cazouls (RDT13)                             | Bahnstrecke Colombiers–Maureilhan nach Cazouls (RDT13)                             |
| Bahnhof | 431,6                | Béziers                                                                            | 16 m                                                                               |
| Abzweig geradeaus und nach links |                      | Bahnstrecke Béziers–Neussargues nach Neussargues                                   | Bahnstrecke Béziers–Neussargues nach Neussargues                                   |
| Kreuzung geradeaus unten (Querstrecke außer Betrieb) · Strecke von rechts (außer Betrieb) | 435,4                | Neubaustrecke Montpellier–Perpignan (geplant)                                      | Neubaustrecke Montpellier–Perpignan (geplant)                                      |
| Abzweig geradeaus und ehemals nach links · Abzweig quer und nach links (Strecke außer Betrieb) | 437,2                | Abzw. Cers; Neubaustrecke Montpellier–Perpignan nach Montpellier                   | Abzw. Cers; Neubaustrecke Montpellier–Perpignan nach Montpellier                   |
| ehemaliger Haltepunkt / Haltestelle | 437,8                | Villeneuve-lès-Béziers                                                             | 14 m                                                                               |
| Bahnhof | 448,8                | Vias                                                                               | Vias                                                                               |
| Abzweig geradeaus und ehemals nach links |                      | Bahnstrecke Vias–Lodève nach Florensac                                             | Bahnstrecke Vias–Lodève nach Florensac                                             |
| Bahnhof | 452,2                | Agde                                                                               | Agde                                                                               |
| Bahnhof | 458,3                | Marseillan-Plage                                                                   | Marseillan-Plage                                                                   |
| Kilometer-Wechsel | 474,4106,0           | Ehemalige Schnittstelle Midi/P.L.M.                                                | Ehemalige Schnittstelle Midi/P.L.M.                                                |
| | 104,8                | Canal Royal (Klappbrücke)                                                          | Canal Royal (Klappbrücke)                                                          |
| Bahnhof | 104,5                | Sète                                                                               | Sète                                                                               |
| Strecke |                      | Bahnstrecke Tarascon–Sète-Ville von Tarascon                                       | Bahnstrecke Tarascon–Sète-Ville von Tarascon                                       |

Die Bahnstrecke Bordeaux–Sète ist eine bedeutende französische Eisenbahnstrecke. Sie führt vom Atlantikhafen Bordeaux nach Sète am Mittelmeer und ist 474 Kilometer lang. Dabei werden die Städte Agen, Montauban, Toulouse, Carcassonne und Narbonne angebunden, und es bestehen Anschlussmöglichkeiten zu weiteren am Mittelmeer liegenden Städten sowie nach Spanien.

## Geschichte und Beschreibung

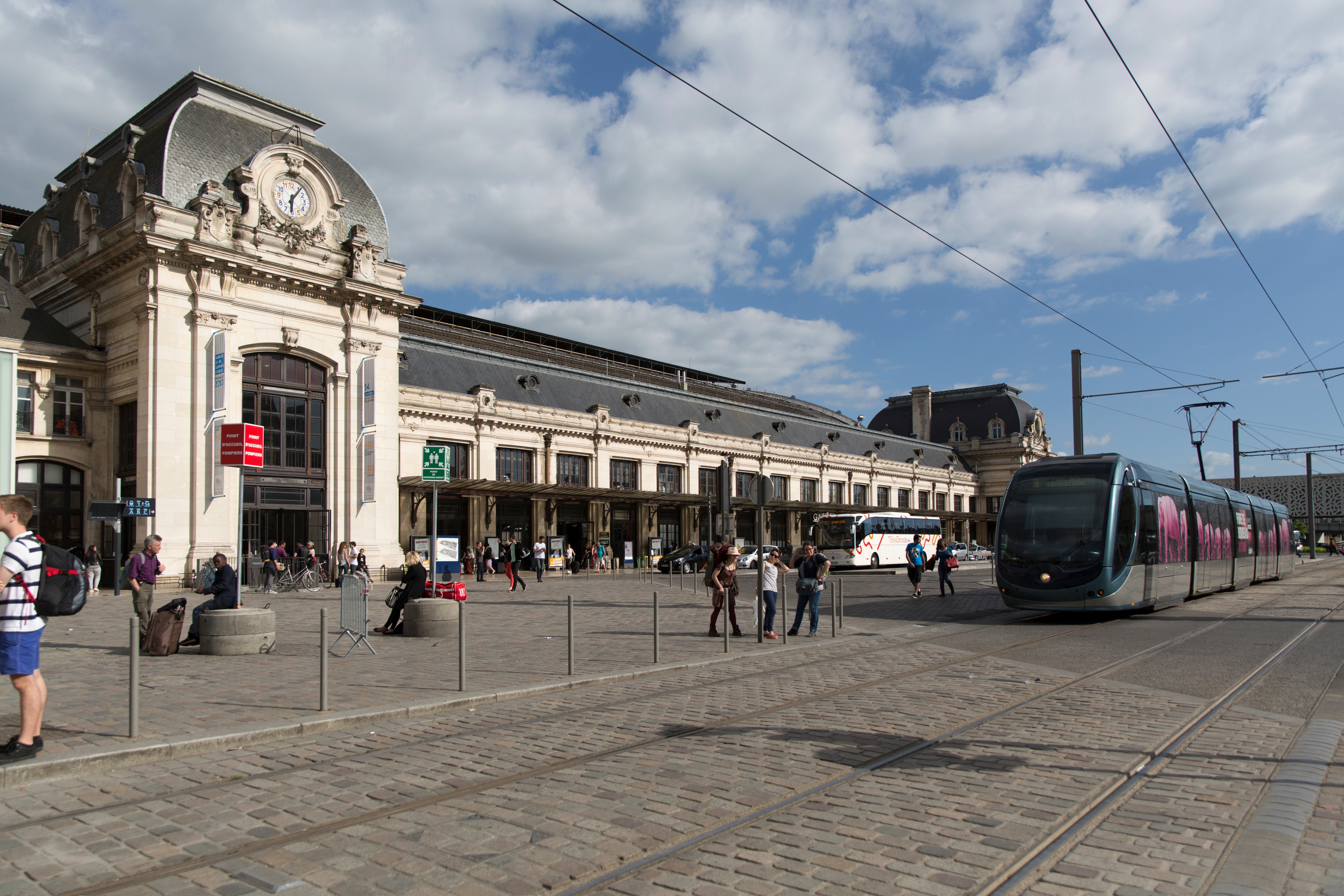
Bahnhof Bordeaux-Saint-Jean

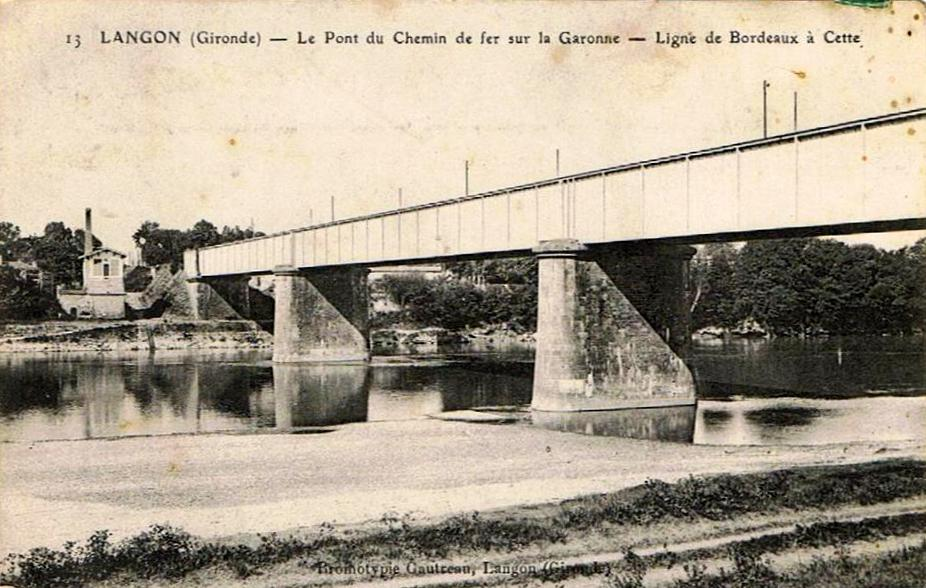
1996–1998 ersetzte Brücke Viaduc de Langon über die Garonne bei Langon

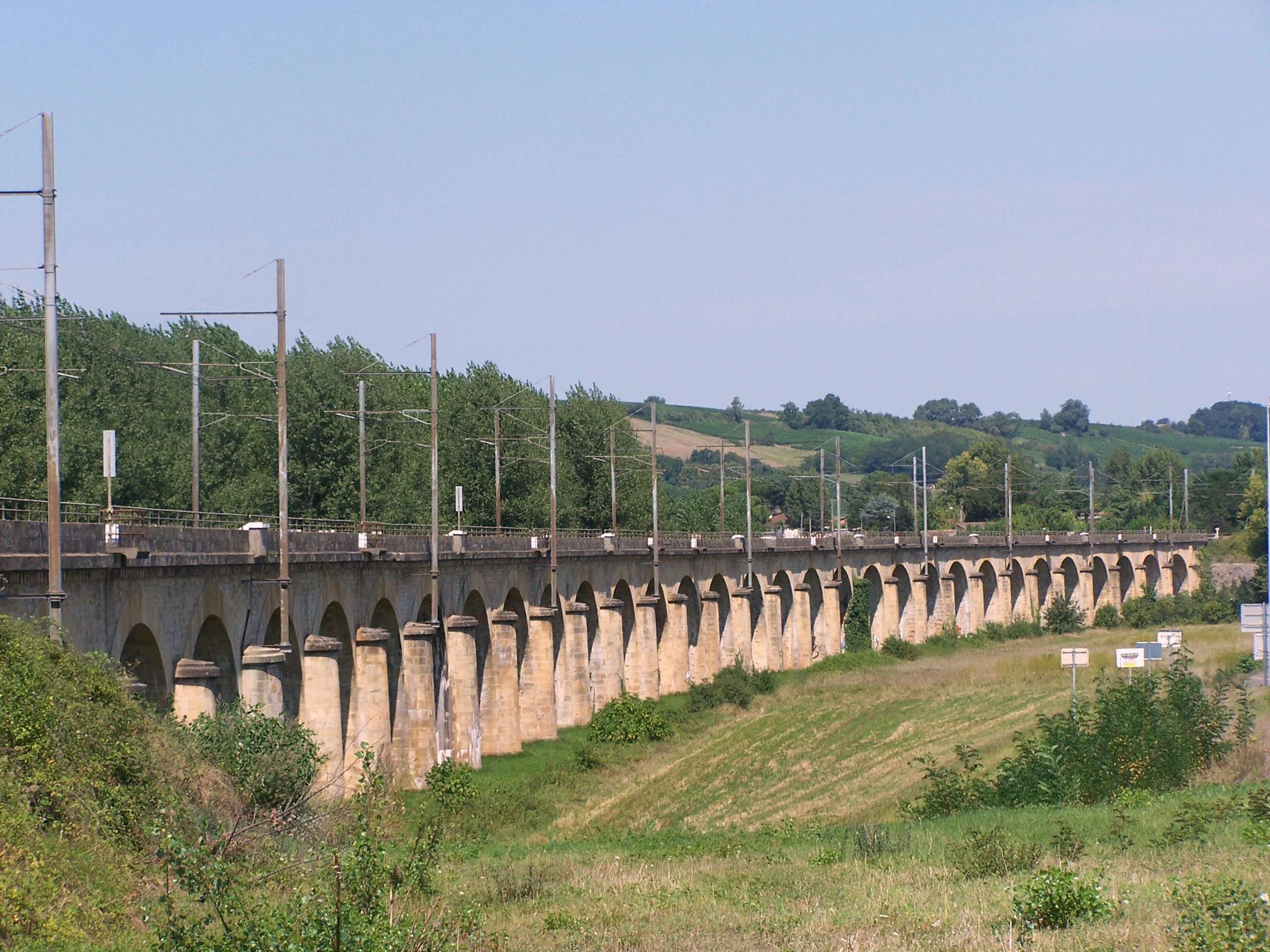
Viadukt über dem Hochwasserbett der Garonne bei Saint-Macaire

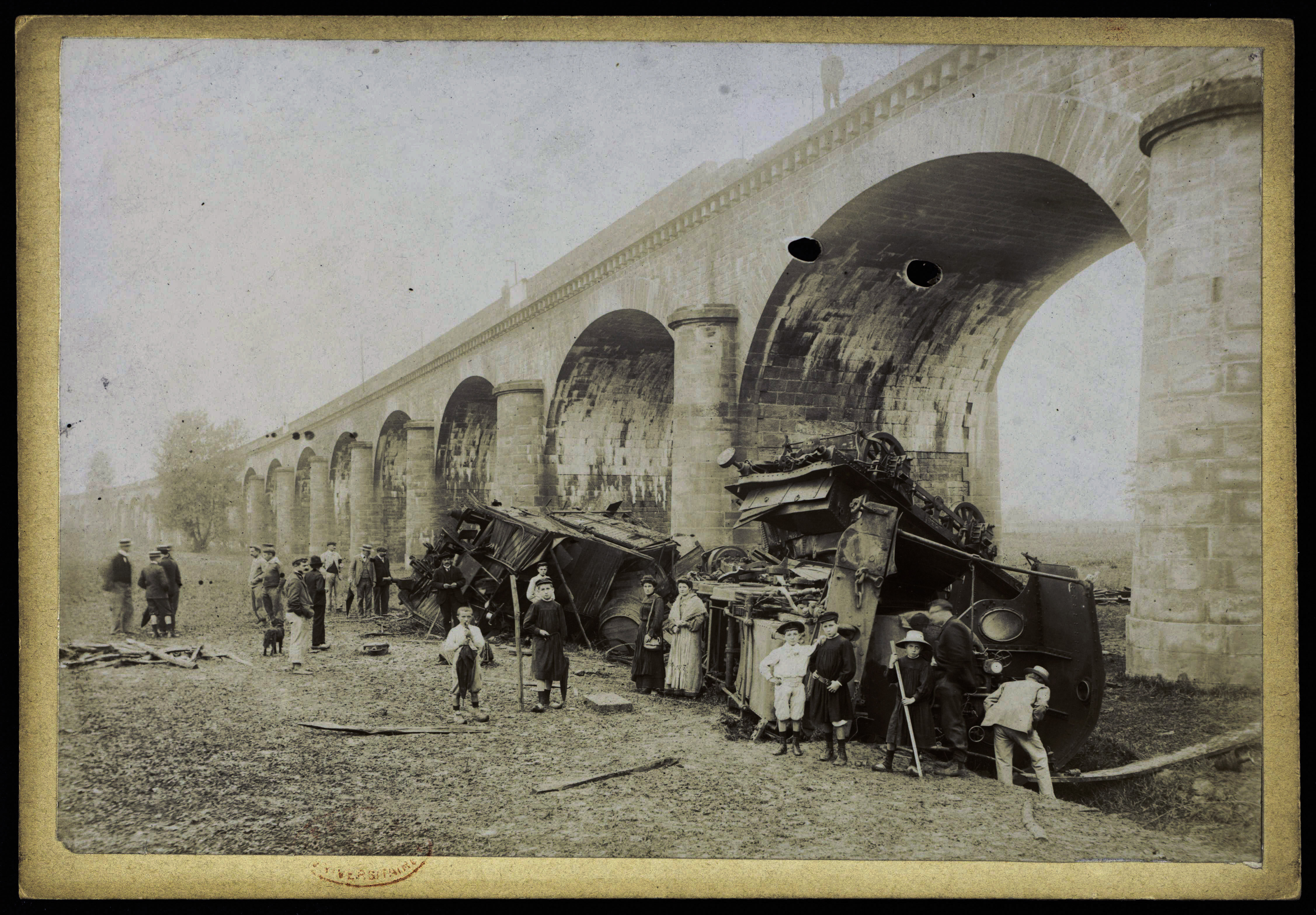
Eisenbahnunglück am 24. September 1905 bei Saint-Macaire

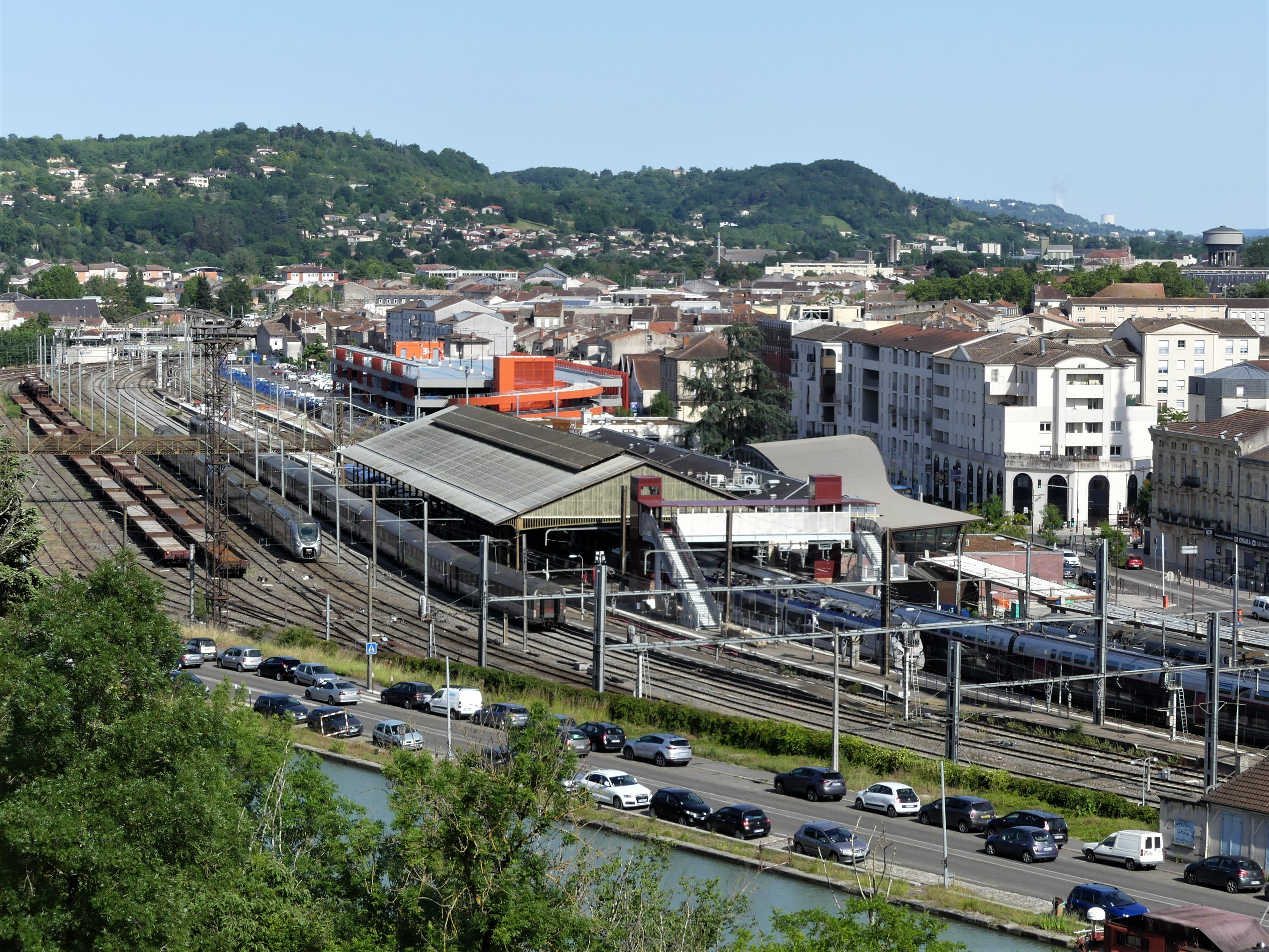
Bahnhof Agen

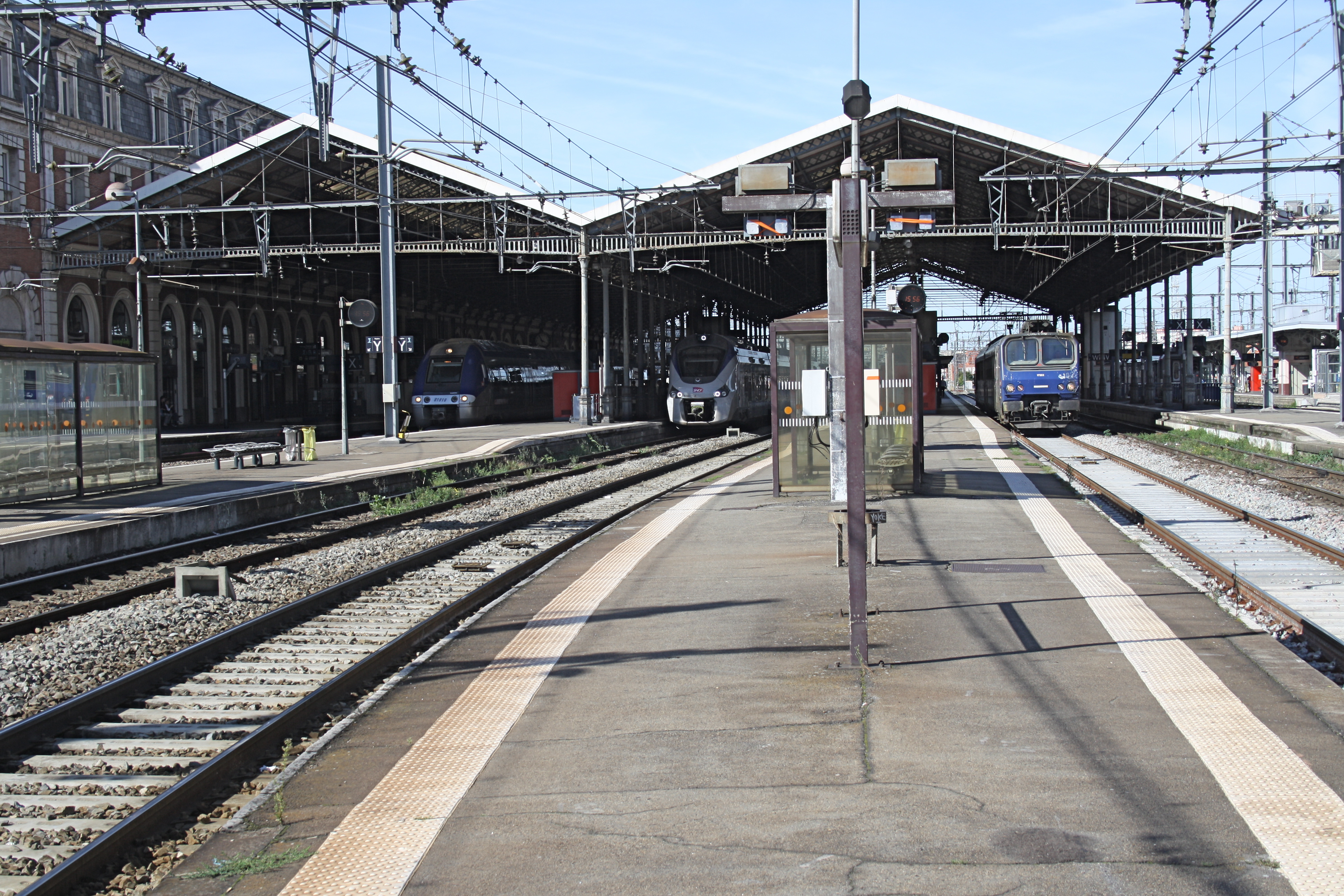
Bahnhof Toulouse-Matabiau

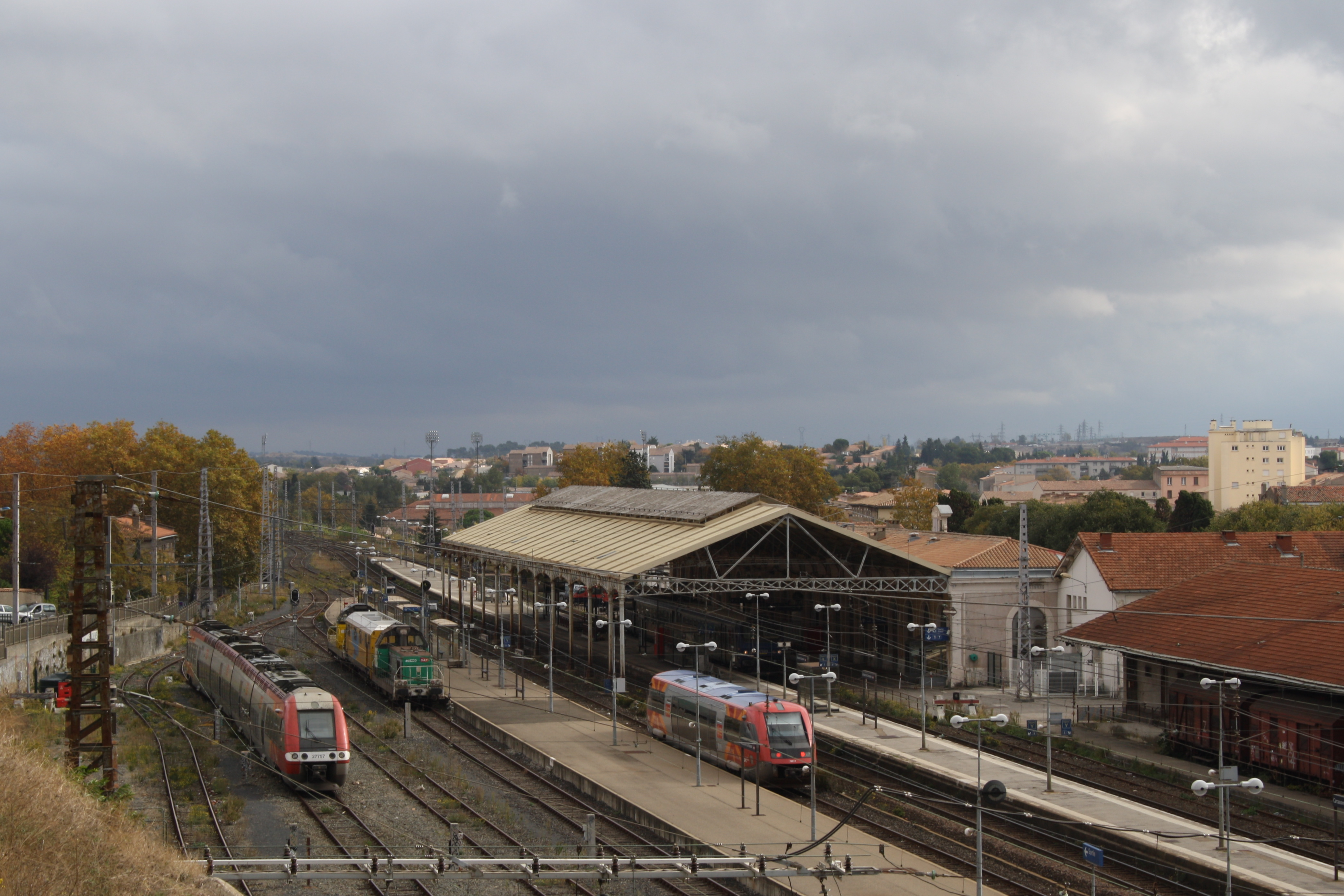
Bahnhof Carcassonne

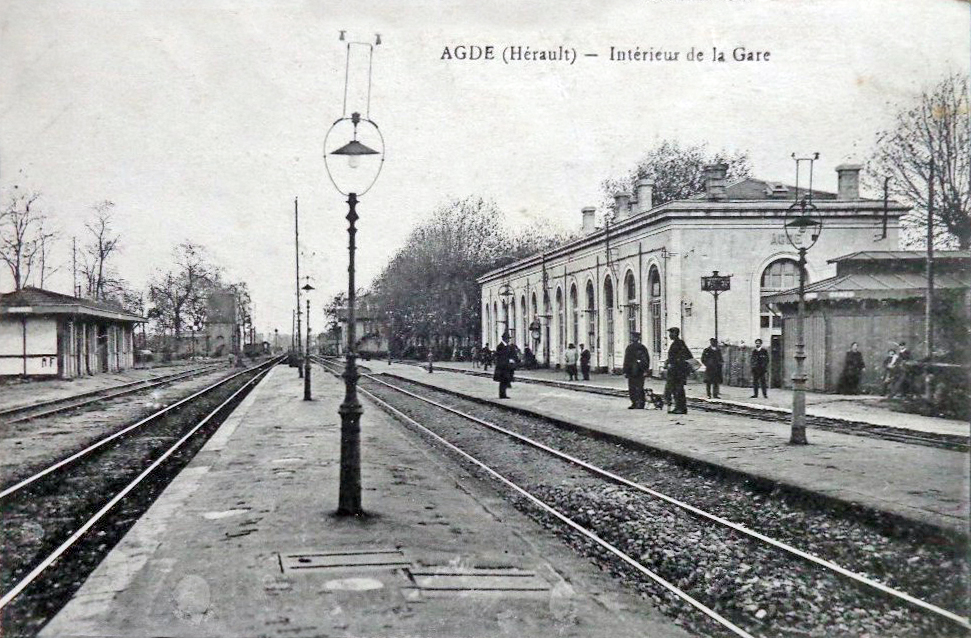
Bahnhof Agde, um 1910

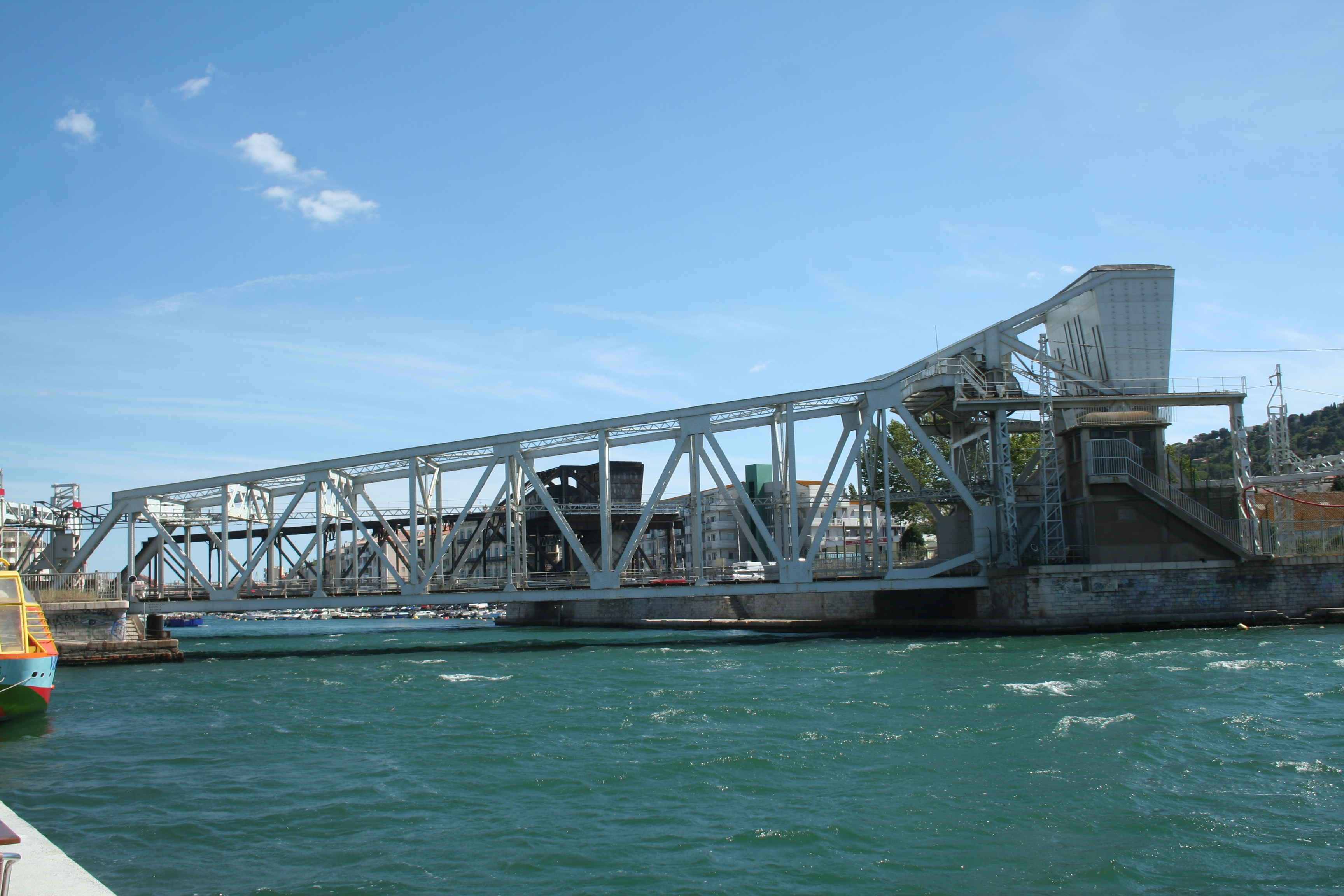
Klappbrücke Pont Maréchal Foch über den Canal Royal in Sète

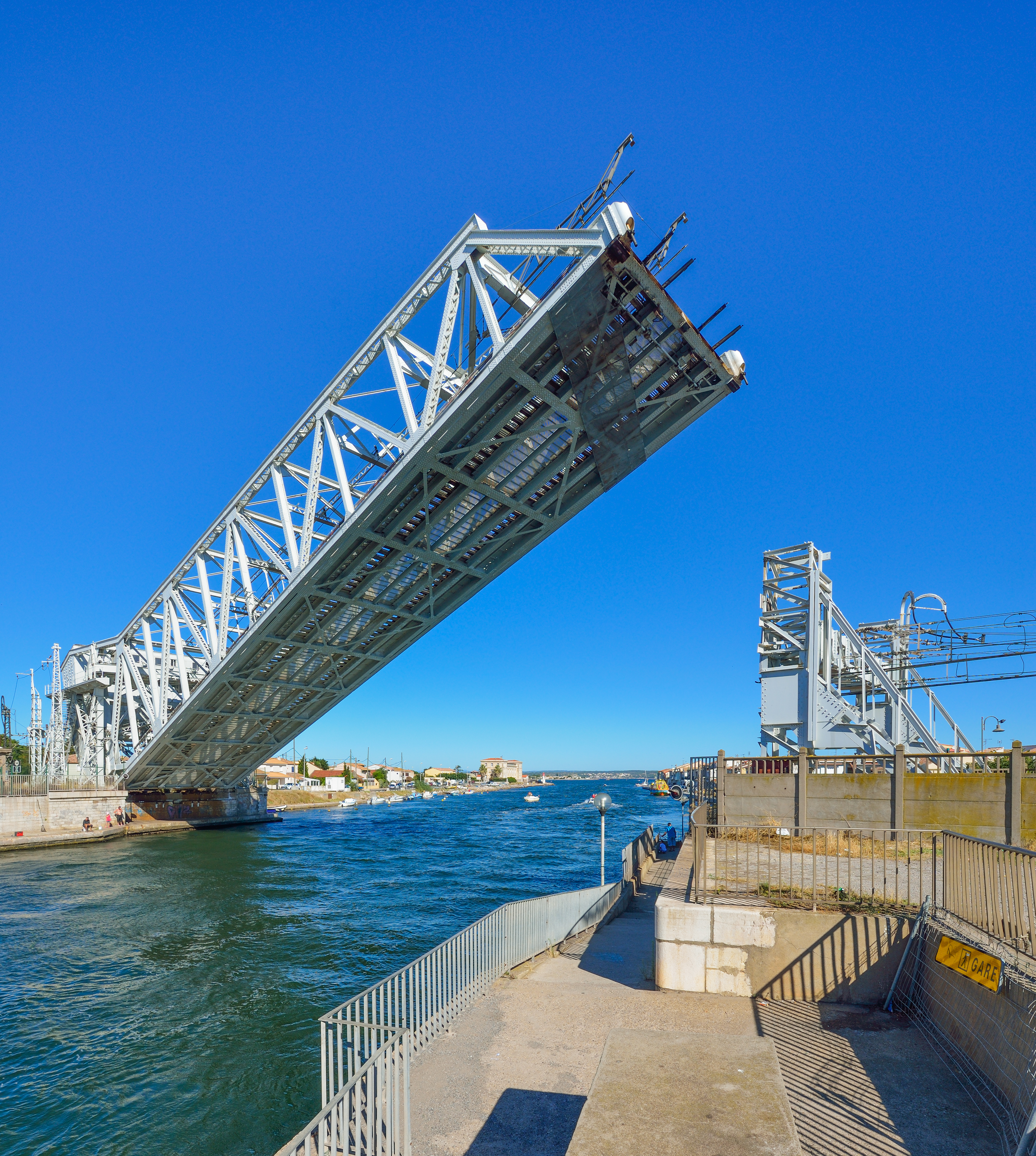
Die Eisenbahn-Klappbrücke Pont Maréchal Foch in Sète in geöffnetem Zustand

Eröffnet wurde die Strecke von der Bahngesellschaft Compagnie des chemins de fer du Midi et du Canal latéral à la Garonne (Midi) in den Jahren 1855 bis 1857, die am 24. August 1852 die Konzession für deren Bau und Betrieb erhalten hatte. Am 31. Mai 1855 ging der erste, 42 km lange Abschnitt von Bordeaux nach Langon in Betrieb, am 4. Dezember jenes Jahres die 54 km lange Erweiterung bis Tonneins. Valence d’Agen (65 km) wurde am 29. Mai 1856 erreicht, Toulouse (96 km) am folgenden 30. August. Ab dem 22. April 1857 konnte bis Sète (damalige Schreibweise: Cette; 219 km) gefahren werden.
Die Kilometrierung endet mit km 474,4 im Stadtgebiet von Sète an der Schnittstelle der ehemaligen Bahngesellschaften Midi und Compagnie des chemins de fer de Paris à Lyon et à la Méditerranée (P.L.M.). Der Bahnhof Sète liegt im Bereich der P.L.M. bei km 104,5 der Bahnstrecke Tarascon–Sète-Ville, ca. 1500 m nördlich dieses Punkts. Bis 1865 wurde auf der gesamten Strecke das zweite Gleis verlegt und vor 1914 der automatische Streckenblock installiert. In den 1930er Jahren wurde das zwischen Bordeaux und Langon angewandte Banjo-Blocksystem durch einen Streckenblock mit Lichtsignalen (Block automatique lumineux (BAL)), 1946 das Paul-et-Ducousso-Blocksystem zwischen Langon und Montauban durch ein telefonisches Meldeverfahren ersetzt. Ab 1957 wurde der letztgenannte Abschnitt zunächst durch den Block manuel uniformisé und ab 1979/80 durch den BAL gesichert.
Die Elektrifizierung mit 1500 V Gleichstrom erfolgte in zwei Etappen, 1935 der Abschnitt von Montauban nach Sète und 1980 der Abschnitt von Bordeaux nach Montauban. Die Höchstgeschwindigkeit liegt seitdem bei 160 km/h, abschnittsweise auch darunter.
Zu den bemerkenswerten Kunstbauten gehört das 631 m lange Viadukt mit 32 Bögen über dem Hochwasserbett der Garonne bei Saint-Macaire nahe Langon. Am 24. September 1905 kam es dort nach dem Bruch einer Kupplung zu einem Unfall. 32 Güterwagen bewegten sich auf den zwei Minuten später folgenden Zug zu, dessen Lokomotive nach dem Aufprall hinunterstürzte, wobei deren Lokführer umkam. In Sète wird der Canal Royal auf der Klappbrücke Pont Maréchal Foch gequert. Sie wird von elektrischen Triebfahrzeugen bei gesenktem Dachstromabnehmer mit Schwung befahren.
Längster der sechs Tunnel ist der 419 m lange Tunnel de Berriac bei km 352,0 nahe Trèbes.
1989 wurde die Brücke über den Lot bei Aiguillon durch einen Neubau ersetzt, 1996–1998 die 210 m lange Brücke über die Garonne bei Langon.

## Streckenverlauf

### Bordeaux – Toulouse
Ausgangspunkt der Magistrale ist der Bahnhof Bordeaux-Saint-Jean, wo sich die Hauptstrecken nach Irun und Paris bündeln. Südostwärts geht es in der breiten Niederung der Garonne, der auch von der Autoroute A 62 genutzt wird, sehr geradlinig trassiert über Langon, wo die Garonne im gleichnamigen Viadukt nordwärts nach Saint-Macaire (Gironde) hin überbrückt wird, an den Südsaum des breiten Hügellandes zur Dordogne hin. Diesem wird weitgehend – als nördlicher Talbegrenzung – über Marmande und Tonneins nach Aiguillon, wo der Lot mündet, gefolgt. Von hier aus begleitet eine westliche Zunge des Zentralmassivs die Bahnstrecke von Norden her und Agen als größte Siedlung bis Toulouse wird erschlossen. Das kunsthistorisch bedeutsame Moissac markiert die Mündung des Tarn, der östlich davon überbrückt wird. In der Schwemmebene zwischen Tarn und Garonne weicht die Bahnstrecke dann ostwärts bei Castelsarrasin vom Hauptfluss ab und fährt so Montauban an. Hier fädelt die Magistrale aus Paris über Brive-la-Gaillarde ein. Südwestwärts geht es nun zunächst retour in die eigentliche Garonneniederung bei Montbartier und hernach fast schnurgerade bis Toulouse, wo im Bahnhof Bahnhof Toulouse-Matabiau Verknüpfungen mit den Bahnstrecken nach Bayonne und Brive-la-Gaillarde bestehen.

### Toulouse – Sète
Toulouse wird südostwärts aus dem Garonnetal heraus in die Furche des Hers-Mort hinein parallel zum Canal du Midi verlassen in der Landschaft des Lauragais hinein. Über Villefranche-de-Lauragais wird die flache Wasserscheide – und der Kanalscheitel – zum Mittelmeer hin, die Seuil de Naurouze, bei Montferrand auf knapp 200 m Seehöhe passiert. Weiterhin dank des Terrains sehr geradlinig angelegt, werden Castelnaudary und das berühmte Carcassonne, bereits im Tal der Aude, erreicht und nach deren Überbrückung in der südlichen Talhälfte bis etwa Moux gefahren: Hier treten bereits die Nordausläufer der Pyrenäen heran. Sich an die kürzeste Linie nach Narbonne haltend, wurde die Bahnstrecke nun über Lézignan-Corbières im Schwemmland zwischen Orbieu und Aude trassiert. Unter weitgehender Umfahrung der Nördlichen Ausläufer des Massif de Fontfroide über Névian wird schließlich Narbonne zwischen letztgenanntem Teil der Pyrenäen und dem Massif de la Clape in der Küstenebene erreicht. Hier besteht die Verknüpfung mit der Europäischen Magistrale nach Portbou und Katalonien. Nun wieder nordöstlich linear durch Aude-Schwemmland trassiert, kreuzt man den Fluss bei Coursan, umfährt das Hügelland bei Colombiers (Hérault), untertunnelt den Tunnel de Malpas in dem der Canal du Midi durch die Anhöhe von Oppidum d’Ensérune fließt und erreicht Béziers in der Niederung des Orb. Hier beginnt die spektakuläre Ligne des Causses nach Neussargues. Südöstlich geradlinig im Küstenschwemmland des Orb und des Hérault weiter bis Agde gebaut, wird auf der Landzunge (Sandbank Le Toc) zwischen Étang de Thau und Mittelmeer schließlich Sète erreicht, wo es nach Tarascon weitergeht.

## Ausblick
Im Rahmen des RER Bordeaux (ähnlich einem S-Bahn-Netz) ist ab 2030 eine Linie von Langon bis St-Mariens-St-Yzan (Richtung Saintes) geplant, für die aber Fahrzeuge für den Mischbetrieb mit und ohne Oberleitung sowie feste Fahrplantrassen durch den Bahnhof St-Jean zur Verfügung stehen müssen.
Es gibt Pläne für eine neue Schnellfahrstrecke im Abschnitt Bordeaux–Toulouse (ca. 220 km), wobei der genaue Zeitplan für die Realisierung noch unklar ist. Der Baubeginn soll nach einem Bericht von Anfang 2020 gegen 2022 beginnen und die Bauzeit wird auf sieben Jahre geschätzt. Die Reisezeit zwischen Paris und Toulouse würde sich dadurch erheblich verkürzen, von heute fünf Stunden auf etwas über drei Stunden.
Im Abschnitt Sète–Narbonne ist die Neubaustrecke Montpellier–Perpignan in Planung. Diese soll in Montpellier an das seit 2017 in Betrieb stehende Contournement de Nîmes et Montpellier anschließen und somit die Kapazität erhöhen und die Reisezeiten verkürzen. Der erste Teil von Montpellier bis Béziers soll 2034 in Betrieb gehen. Mit der zweiten Etappe von Béziers bis Perpignan (geplante Inbetriebnahme 2045) werden in Béziers und Narbonne neue Bahnhöfe für den Personenfernverkehr entstehen. Die Reisezeiten vom Mittelmeerraum in Richtung Toulouse werden sich um bis zu 25 Minuten verkürzen.